# Douglas Porch
Douglas Porch, né le 29 décembre 1944, est un historien militaire et universitaire américain. Il est actuellement professeur de sécurité nationale à la Naval Postgraduate School et a été président du département des affaires de sécurité nationale de la Naval Postgraduate School de Monterey, en Californie.

## Biographie
Il obtient son baccalauréat ès arts de l'Université du Sud, à Sewanee, dans le Tennessee en 1967 et son doctorat. de l'Université de Cambridge en 1972. Il a été professeur de stratégie au Naval War College , conférencier invité à la Marine Corps University, chercheur postdoctoral à l'École Normale Supérieure de Paris et titulaire de la chaire d'histoire Mark W. Clark à The Citadel. 
Le Dr Porch a écrit plus de huit livres et de nombreuses autres publications, principalement sur l'histoire militaire française et le colonialisme français. Ces livres ont été publiés en français et en anglais. En 1993, son livre La Légion étrangère française: une histoire complète de la légendaire force de combat a reçu le Prix du livre distingué de la Society for Military History. 